# Gokinjo monogatari
Històries del veïnat o Una història de barri (ご近所物語, Gokinjo Monogatari) és un manga escrit i il·lustrat per Ai Yazawa. Va ser publicat per Shueisha des de 1995 a 1998 en la revista Ribon. Va ser adaptat a una sèrie d'animació de 50 episodis per Toei Animation, emesa per TV Asahi del 10 de setembre de 1995 a l'1 de setembre de 1996, amb mercaderia de Bandai. La història narra sobre la vida de Mikako Kouda, germana major de Miwako Sakurada i personatge de la sèrie Paradise Kiss, qui desitja ser una dissenyadora de moda i posseir tendes per a vendre la seua marca inventada: "Happy Berry" (Baia Feliç).

Aquesta sèrie és un preludi de la sèrie Paradise Kiss, també d'Ai Yazawa i s'esmenta amb freqüència en pàgines extres d'un altre dels seus mangues més famosos, Nana.